# Duelle
Duelle è un film del 1976 diretto da Jacques Rivette.
È idealmente il secondo capitolo di una quadrilogia di cui fanno parte Céline e Julie vanno in barca (1974), Noroît (1976) e Storia di Marie e Julien (2003); tutti e quattro diretti dallo stesso Rivette.
Pellicola enigmatica, Duelle agisce su diversi livelli di narrazione, in una frammentazione che rende inizialmente difficile la comprensione, per poi invece svelare, nel corso della seconda parte del film, la reale natura della storia. Il tutto si sviluppa in un contesto di indubbio fascino visivo, in un'atmosfera densa di mistero e misticismo che rimanda al genere noir.
Fu presentato alla Quinzaine des Réalisateurs del 29º Festival di Cannes.

## Trama
Christie, un uomo che alloggiava in una fatiscente pensione, sembra scomparso nel nulla; quattro donne, tra cui l'amante Sylvia Stern e Lucie, la portinaia dell'albergo, sono sulle tracce sue e di una pietra preziosa che aveva con sé. L'unica persona che può sapere qualcosa della sua sparizione è Jeanne, una ragazza che lavora in un club danzante; tutte le inseguitrici, a turno, si rivolgono a lei, ma senza ottenere nulla. In realtà, la pietra è ora nelle mani dell'acrobata Pierrot, fratello di Lucie che abilmente l'ha nascosta in un posto sicuro; ma il gioiello nasconde un segreto inconfessabile, che va al di là della comprensione umana e che le altre due misteriose inseguitrici conoscono bene. Dietro le sembianze umane di queste ultime due donne si celano in realtà due divinità: Leni, figlia della Luna, e Viva, figlia del Sole, che per 40 giorni l'anno possono scendere sulla Terra, per cercare di impossessarsi della pietra. Il gioiello ha la capacità di corrompere la psiche della persona umana che lo possiede e, al tempo stesso, di conferire eterna mortalità: è quest'ultimo l'obiettivo delle rivali, Leni e Viva, le quali dovranno fronteggiarsi con ogni mezzo per recuperare la pietra magica.

## Personaggi

### Divinità
- Leni: figlia della Luna, dotata di poteri sovrannaturali con cui può manipolare la mente degli umani. Per ottenere la pietra e sbarazzarsi della nemica Viva, si serve dell'aiuto della danzatrice Jeanne. Agisce solo di notte perché alla luce del giorno i suoi poteri perdono efficacia.
- Viva: figlia del Sole, dotata anch'essa di poteri magici; dopo aver tentato invano di estorcere la pietra a Pierrot, si impadronisce della mente sua e della sorella Lucie per mettere fuori gioco l'avversaria Leni.

### Umani
- Pierrot: acrobata, fratello della portinaia Lucie, viene in possesso della pietra magica e, intuendone il valore, la nasconde per evitare che cada nelle mani delle due divinità. La pietra finisce per corrompere la sua mente e portarlo ad un'inevitabile e tragica fine.
- Lucie: portinaia di un albergo e sorella di Pierrot, aiuta il fratello a nascondere la pietra, sfidando così Leni e Viva e finirà col pagarne le conseguenze.
- Jeanne: è ticket girl e danzatrice in un club privato e il suo vero nome è Elsa. Innamorata di Pierrot, cerca di aiutarlo ma la sua mente viene manipolata da Leni e viene uccisa da Viva.
- Sylvia Stern: amante del misterioso Christie, anche lei entra in possesso della pietra, ma, come Pierrot, il potere del gioiello finisce per corromperne la sua mente e portarla alla morte.